# Джоан Тронто
Джоа́н Тронто (англ. Joan Tronto; 29 червня 1952) — американська феміністка, філософ, політолог, професор політичних наук університету Міннесоти, була професором жіночих досліджень та політичних наук в Хантерському коледжі Міського університету Нью-Йорка. Джоан Тронто відома тим, що розробила свій варіант «етики турботи» (англ. Ethics of Care).

## Праці
- Tronto, Joan Claire (1981). Is political rationality possible? A critique of political control in the work of Hobbes, Smith, and Weber (Ph.D.). Princeton University. OCLC 63470263.
- Tronto, Joan C. (1993). Moral boundaries: a political argument for an ethic of care. New York: Routledge. ISBN 9780415906425.
- Tronto, Joan C.; Cohen, Cathy J.; Jones, Kathleen B. (1997). Women transforming politics: an alternative reader. New York: New York University Press. ISBN 9780814715581.
- Tronto, Joan (author) (2012). Le risque ou le "care" (French) . Fabienne Brugére (translator). Paris: Presses universitaires de France (PUF). ISBN 9782130607199.
- Tronto, Joan C. (2013). Caring democracy: markets, equality, and justice. New York: New York University Press. ISBN 9780814770344.
- Tronto, Joan; Hochschild, Arlie; Gilligan, Carol (2013). Contre l'indifférence des privilégiés: à quoi sert le care (French) . Paris: Payot. ISBN 9782228908771. Details. [Архівовано 29 вересня 2017 у Wayback Machine.]